# Sultanat Ifat

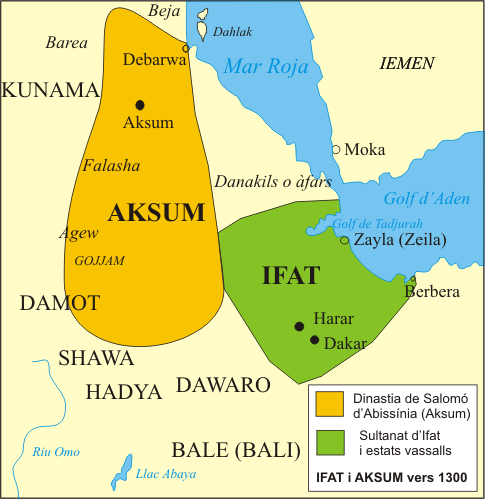
Sultanat Ifat um 1300

Das Sultanat Ifat, auch Ifaad oder Yifat, war ein muslimisches Sultanat auf dem Gebiet des heutigen Äthiopien und Nordsomalia (Somaliland), das vom 13. Jahrhundert bis zu seiner Eroberung durch das christliche Kaiserreich Abessinien 1415 bestand. Es gilt als Vorläufer des Sultanats Adal.
Sultan Umar Walashma aus der Walashma-Dynastie begründete Ifat 1285 mit der Eroberung des Sultanats Shewa. Später kamen weitere Gebiete von Shewa und Afar und die angrenzenden, neu gegründeten Staaten Fatajar, Dawaro, Bale und Adal hinzu. Nach einem Krieg des Sultans Hakk ad-Din gegen Äthiopien unter Negus Amda Seyon wurde Ifat gegenüber Äthiopien tributpflichtig. In dieser Zeit weitete Ifat seinen Machtbereich auch auf die Hafenstadt Saylac (Zeila) aus. Nachdem Sultan S'adad-Din letztmals die vollständige Unabhängigkeit Ifats zu erreichen versucht hatte, eroberte und annektierte Isaak (Yeshaq) das Sultanat 1415.
Ende des 15. Jahrhunderts ließen Nachkommen der Walashma-Dynastie, die weiter ostwärts nach Harar gezogen waren, das alte Sultanat Adal neu erstarken. Dieses wurde im 16. Jahrhundert zum bedeutendsten muslimischen Staatswesen am Horn von Afrika.